# 1932 en philosophie
Chronologie de la philosophie
- 1928
- 1929
- 1930
- 1931
- 1932
- 1933
- 1934
- 1935
- 1936

L’année 1932 a été marquée, en philosophie, par les événements suivants :

## Publications
- Les Chiens de garde, de Paul Nizan.

### Rééditions
- Thomas More : Richard III, trad. Pierre Mornand, Le Pot Cassé, 1932.